# Telegramma Zimmermann

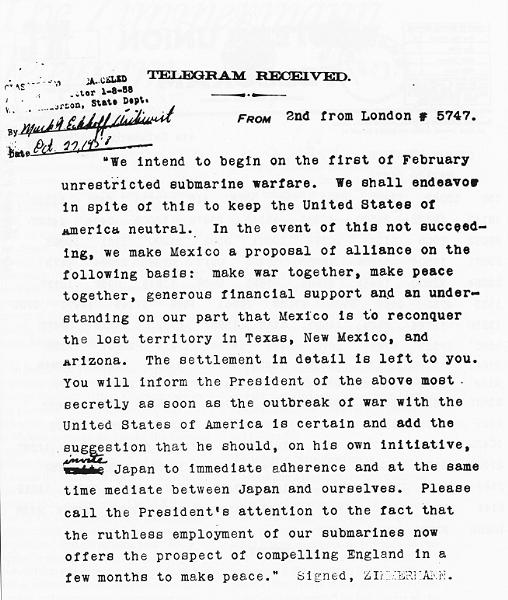
Il telegramma, completamente decifrato e tradotto.

Il telegramma Zimmermann fu un documento inviato via telegrafo il 16 gennaio 1917, al culmine della prima guerra mondiale, dal Ministro degli Esteri dell'Impero tedesco Arthur Zimmermann all'ambasciatore tedesco in Messico Heinrich von Eckardt; venne decrittato dall'ammiraglio inglese William Hall, che lo consegnò all'ambasciatore statunitense a Londra Walter Page.
In esso si istruiva l'ambasciatore tedesco ad approcciare il governo messicano con la proposta di formare un'alleanza contro gli Stati Uniti. Il suo contenuto accelerò l'ingresso in guerra degli USA. Wilson, che pure durante la campagna elettorale del 1916 aveva promesso la pace, convocò infatti il Congresso il 2 aprile e quattro giorni dopo gli Stati Uniti furono ufficialmente cobelligeranti accanto all'Intesa nel conflitto.

## Telegramma

Mappa che mostra il territorio messicano nel 1917 (verde scuro), con il territorio promesso al Messico da Zimmermann nel telegramma colorato in verde chiaro. In rosso l'antico confine tra il Primo Impero messicano e gli Stati Uniti d'America.

Il messaggio di Zimmermann comprendeva proposte per un'alleanza tedesca con il Messico, mentre la Germania avrebbe cercato di mantenere la neutralità con gli Stati Uniti. Se questa politica avesse dovuto fallire, veniva suggerito nel messaggio, il governo messicano avrebbe dovuto fare causa comune con la Germania, cercando di persuadere il governo giapponese ad unirsi alla nuova alleanza, ed attaccare gli USA. La Germania da parte sua prometteva supporto economico e la restituzione al Messico degli ex-territori di Texas, Nuovo Messico e Arizona (persi durante la guerra messico-statunitense del 1846-1848).
Ecco il testo del messaggio come decifrato dagli inglesi:
2º da Londra #5747
Abbiamo intenzione di cominciare il primo di febbraio una guerra sottomarina illimitata. Tenteremo però di far rimanere neutrali gli Stati Uniti d'America. Nel caso non riuscissimo, facciamo una proposta di alleanza al Messico sulle seguenti basi: condurre la guerra comunemente, siglare la pace comunemente, un generoso supporto finanziario e l'accettazione da parte nostra della riconquista messicana dei territori perduti del Texas, del Nuovo Messico e dell'Arizona. La discussione dei dettagli viene lasciata a voi. Informerete il Presidente di quanto sopra riportato nella maniera più segreta, non appena si profili la certezza della guerra contro gli Stati Uniti d'America, aggiungerete suggerimenti su vostra iniziativa, inviterete il Giappone ad un'adesione immediata ed allo stesso tempo farete da mediatore tra il Giappone e voi stessi. Per favore richiami l'attenzione del Presidente sul fatto che l'utilizzo illimitato dei nostri sottomarini ci offre la prospettiva di costringere l'Inghilterra a siglare la pace in pochi mesi. Firmato, Zimmermann.

## Risposta messicana
Un generale incaricato dal presidente messicano Venustiano Carranza, valutò le reali possibilità di una conquista delle ex-province del Texas, dell'Arizona e del Nuovo Messico, e giunse alla conclusione che la cosa non avrebbe funzionato. Occupare i tre stati avrebbe con tutta probabilità causato futuri problemi e la guerra con gli USA; il Messico non sarebbe stato inoltre in grado di accogliere una numerosa popolazione di discendenza inglese all'interno dei suoi confini; e la Germania non sarebbe stata in grado di fornire gli armamenti necessari per le ostilità che sarebbero sicuramente sorte. Carranza declinò la proposta di Zimmermann il 14 aprile, quando gli USA avevano già dichiarato guerra alla Germania.

## Intercettazione britannica

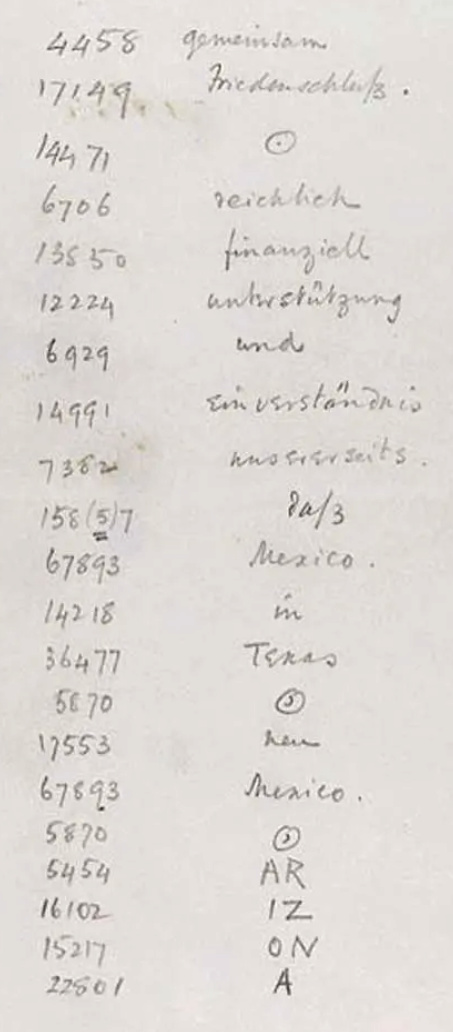
Il telegramma, come venne decifrato dallo spionaggio della Marina Militare britannica. La parola Arizona non era nel cifrario tedesco e così venne suddivisa in più parti.

Il telegramma venne intercettato e decifrato in maniera sufficiente a comprenderne il senso dai decifratori Nigel de Grey e William Montgomery dell'unità di spionaggio della Marina Militare britannica denominata Room 40, comandata dall'ammiraglio William R. Hall. Ciò fu possibile perché il codice usato dai tedeschi (0075) era stato parzialmente criptoanalizzato usando, tra le altre tecniche, messaggi in chiaro catturati e una versione precedente del cifrario presa a Wilhelm Wassmus, un agente tedesco che operava in Medio Oriente.
Il governo britannico, che voleva rendere pubblico il telegramma incriminante, si trovò ad affrontare un dilemma: se avesse prodotto apertamente il telegramma, i tedeschi avrebbero sospettato che il loro codice era stato decifrato; se non lo avesse fatto, avrebbe perso un'opportunità promettente di trascinare gli Stati Uniti nel conflitto – il messaggio venne inviato in un periodo in cui i sentimenti antitedeschi negli USA erano particolarmente accentuati, a causa della perdita di circa 200 vite di cittadini statunitensi per via degli attacchi sottomarini dei tedeschi.
Ci fu anche un ulteriore problema — i britannici non potevano nemmeno mostrarlo in via confidenziale al governo statunitense. A causa della sua importanza, il messaggio era stato inviato da Berlino all'ambasciatore tedesco a Washington, Conte Johann von Bernstorff, per inoltrare la trasmissione all'ambasciatore in Messico attraverso tre strade diverse. I britannici lo avevano ottenuto da una di queste — gli statunitensi avevano dato accesso alla Germania alle loro linee telegrafiche private diplomatiche, nel tentativo di incoraggiare l'iniziativa di pace del presidente Wilson.
I tedeschi non avevano paura di usarle perché i messaggi erano cifrati e perché per principio gli Stati Uniti all'epoca non leggevano la corrispondenza diplomatica delle altre nazioni, né avevano capacità di decifrarla. Il cavo telegrafico andava dall'ambasciata statunitense di Berlino fino a Copenaghen, e da lì via cavo sottomarino negli USA, passando dalla Gran Bretagna (dove veniva tenuto sotto controllo). Per i britannici, rivelare la fonte del telegramma agli USA avrebbe anche significato ammettere che stavano intercettando le comunicazioni diplomatiche statunitensi.

## Soluzione britannica

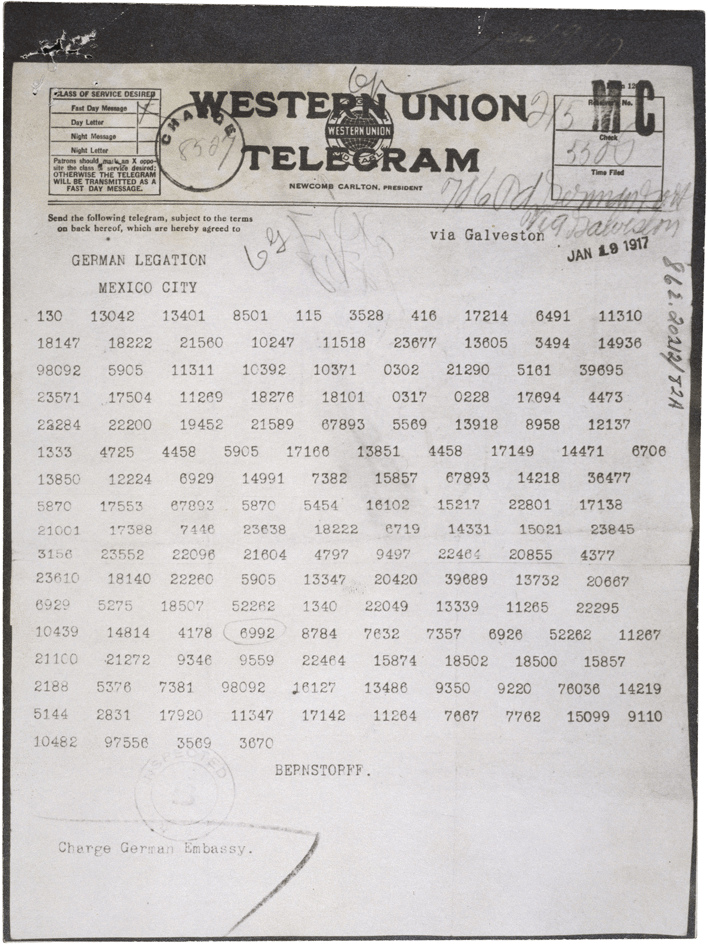
Il Telegramma Zimmermann, come venne mandato in Messico, dall'ambasciatore tedesco a Washington. Ogni parola era cifrata in un numero a quattro o cinque cifre, usando un cifrario.

Il governo britannico suppose che l'ambasciata tedesca a Washington avesse inviato il messaggio all'ambasciata in Messico attraverso il sistema telegrafico commerciale, e quindi ne doveva esistere una copia all'ufficio telegrafico pubblico di Città del Messico. Se potevano ottenerne una copia, potevano passarla al governo statunitense dichiarando che l'avevano scoperta grazie allo spionaggio in Messico. A questo scopo contattarono un agente britannico in Messico, noto solo come Mr. H., che riuscì ad ottenerne una copia. Per la gioia dei decifratori britannici, il messaggio era stato inviato da Washington nel Messico utilizzando il vecchio cifrario, quello posseduto anche da Wassmus, e poté quindi essere decifrato completamente — questo avvenne probabilmente perché l'ambasciata tedesca in Messico non aveva un cifrario più recente.
Il telegramma venne consegnato dall'ammiraglio Hall al Ministro degli Esteri britannico, Arthur James Balfour, che a sua volta contattò l'ambasciatore statunitense a Londra, Walter Page, e gli consegnò il telegramma il 21 febbraio. Due giorni dopo quest'ultimo lo consegnò al presidente statunitense Woodrow Wilson.

## Effetto negli Stati Uniti
Il sentimento popolare negli Stati Uniti a quell'epoca era generalmente anti-messicano ed antitedesco. Il generale John J. Pershing aveva per lungo tempo dato la caccia al bandito-rivoluzionario Pancho Villa, che aveva compiuto diverse incursioni oltre confine. Questa era una grossa spesa per il governo statunitense, e Wilson era incline a interrompere la ricerca fino a quando in Messico non si fossero tenute nuove elezioni, insediato un nuovo governo, e promulgata una nuova costituzione (una convenzione costituente, che avrebbe adottato la Costituzione del Messico del 1917, era all'epoca in fase di svolgimento). La notizia del telegramma esacerbò la tensione tra USA e Messico, poiché un tale trattato, se in vigore, avrebbe ostacolato l'elezione di un nuovo governo messicano più amichevole nei confronti degli interessi statunitensi.
Il 1º marzo, il governo statunitense diede una copia in chiaro del telegramma alla stampa. Inizialmente l'opinione pubblica statunitense credette che il telegramma fosse un falso, progettato per portare la nazione in guerra a fianco degli Alleati. Questa opinione venne rafforzata dai diplomatici tedeschi, giapponesi e messicani, e dai pacifisti e dalle lobby pro-germaniche degli Stati Uniti, che denunciarono all'unisono il telegramma come contraffatto.

## Discorso di Arthur Zimmermann
Comunque, con una mossa inaspettata, Zimmermann ne confermò l'autenticità il 3 marzo, e successivamente in un discorso del 29 marzo 1917. Il discorso intendeva spiegare la sua versione della storia. Egli iniziò spiegando che non aveva scritto una lettera a Carranza, ma aveva dato istruzioni all'ambasciatore tedesco tramite un "percorso che gli era sembrato sicuro".
Egli disse inoltre che nonostante l'offensiva sottomarina, si augurava che gli USA sarebbero rimasti neutrali. La sua proposta al governo messicano sarebbe stata portata avanti solo se gli USA avessero dichiarato guerra, e credeva che le sue istruzioni fossero "assolutamente leali nei confronti degli Stati Uniti". In effetti, egli incolpò il presidente Wilson di aver rotto le relazioni con la Germania "con straordinaria durezza" dopo l'intercettazione del telegramma, e che quindi l'ambasciatore tedesco "non ebbe più la possibilità di spiegare l'attitudine dei tedeschi, e che il governo statunitense aveva declinato l'invito a negoziare".
C'era dell'onestà nel discorso, poiché Zimmermann aveva avuto nel frattempo occasione di riflettere sull'impatto del telegramma e sulle sue conseguenze, eppure era pronto a presentare le sue idee originali. Comunque, egli rivelò anche che era stato seriamente male informato sulla reale forza degli Stati Uniti nei confronti del suo vicino meridionale, ma che era colpa dei servizi segreti tedeschi.

## Dichiarazione di guerra
Anche se il telegramma iniziava dichiarando che la Germania era estremamente interessata a mantenere la neutralità statunitense, pur dovendo necessariamente affondarne i battelli commerciali diretti verso le isole britanniche (notare che da tre anni gli inglesi avevano bloccato ogni rifornimento via mare alla Germania, causandone lo strangolamento economico, senza che questo avesse sollevato rilievi da parte degli USA), questa manovra precauzionale potenzialmente ostile evocò un'esplosione di sentimenti antitedeschi. Wilson rispose chiedendo al Congresso di armare le navi americane, così che potessero difendersi dai potenziali attacchi sottomarini dei tedeschi. Pochi giorni dopo, il 2 aprile 1917, Wilson chiese al Congresso di dichiarare guerra alla Germania. Il 6 aprile il Congresso votò l'ingresso degli Stati Uniti nella prima guerra mondiale.
I sottomarini tedeschi avevano in precedenza attaccato navi statunitensi nei pressi delle Isole britanniche, quindi il telegramma non fu l'unica causa dell'entrata in guerra; giocò però un ruolo decisivo nell'orientare l'opinione pubblica statunitense. Venne percepita come cosa particolarmente perfida che il telegramma fosse inizialmente trasferito dall'ambasciata statunitense a Berlino a quella tedesca a Washington, prima di essere inoltrato in Messico. Era invece semplicemente una mossa obbligata, non esistendo canali di comunicazione diretti fra Berlino e il Messico relativamente più sicuri. Una volta che l'opinione pubblica ritenne autentico il telegramma, divenne molto più facile manovrarla in modo da spingere gli USA nella Grande Guerra.